# 內格羅河老鷹
內格羅河老鷹（西班牙語：Rionegro Águilas）是哥伦比亚內格羅河市的一个足球俱乐部。